# NXT TakeOver: 31
L'édition 31 de NXT TakeOver est une manifestation de catch (lutte professionnelle) produite par la World Wrestling Entertainment (WWE), une fédération de catch (lutte professionnelle) américaine, qui est diffusée sur le WWE Network. Cet événement met en avant les membres de l’émission NXT , le club-école de la WWE. L'événement s'est déroulé le 4 octobre 2020 au Winter Park dans le Comté d'Orange dans l'état de Floride aux États-Unis. Il s'agit du trente et unième événement de NXT TakeOver.

## Contexte
Les spectacles de la World Wrestling Entertainment (WWE) sont constitués de matchs aux résultats prédéterminés par les scénaristes de la WWE. Ces rencontres sont justifiées par des storylines – une rivalité avec un catcheur, la plupart du temps – ou par des qualifications survenues dans les shows de la WWE telles que Raw, SmackDown et NXT. Tous les catcheurs possèdent une gimmick, c'est-à-dire qu'ils incarnent un personnage gentil (Face) ou méchant (Heel), qui évolue au fil des rencontres. Un événement comme 31 est donc un événement tournant pour les différentes storylines en cours,.

## Tableau des matchs
| Ordre par numéros                                                                         | Résultat                                                                          | Stipulation(s)                                       | Temps |
| ----------------------------------------------------------------------------------------- | --------------------------------------------------------------------------------- | ---------------------------------------------------- | ----- |
| 1                                                                                         | Damian Priest (c) bat Johnny Gargano                                              | Match simple pour le NXT North American Championship | 18:39 |
| 2                                                                                         | Kushida bat The Velveteen Dream                                                   | Match simple                                         | 13:00 |
| 3                                                                                         | Santos Escobar (c) (avec Joaquin Wilde et Raul Mendoza) bat Isaiah "Swerve" Scott | Match simple pour le NXT Cruiserweight Championship  | 15:14 |
| 4                                                                                         | Io Shirai (c) bat Candice LeRae                                                   | Match simple pour le NXT Women's Championship        | 16:45 |
| 5                                                                                         | Finn Bálor (c) bat Kyle O'Reilly                                                  | Match simple pour le NXT Championship                | 28:28 |
| La lettre C placée entre parenthèses désigne la personne ou l’équipe championne en titre. |                                                                                   |                                                      |       |